# La talpa (prima edizione)
La prima edizione del reality La talpa è andata in onda ogni venerdì in prima serata su Rai 2 dal 30 gennaio al 2 aprile 2004 con la conduzione di Paola Perego (subentrata ad Amanda Lear dalla seconda puntata del 6 febbraio 2004) e con la partecipazione dell'inviato Guido Bagatta. È durata 64 giorni, ha avuto 12 concorrenti e 10 puntate e si è tenuta nello Yucatán, in Messico.
Il day-time di questa edizione è stato trasmesso su Rai 2.
L'edizione si è conclusa con la vittoria di Angela Melillo, che si è aggiudicata il montepremi di 165000 €, mentre Marco Predolin è stato La talpa.

## Regolamento
I concorrenti che prendono parte al programma vivono per tutta la durata del programma in una località dello Yucatan alloggiando in quella che viene definita "la Hacienda" e formano un gruppo unito all'interno del quale si nasconde La talpa.
Durante la prima puntata, tramite la cerimonia di iniziazione, viene stabilito segretamente chi dei concorrenti è la Talpa, colui che dovrà sviare i sospetti, sabotare le prove e confondere il gruppo per poter aumentare il proprio bottino a discapito del montepremi del gruppo: a turno i concorrenti aprono una busta contenente un foglio che designa o meno il ruolo della Talpa. Ogni settimana i concorrenti devono affrontare varie prove il cui esito positivo incrementa il montepremi e durante le quali la Talpa può agire per compromettere l'esito della prova e aumentare così il proprio bottino. Le prove che i concorrenti sono chiamati ad affrontare sono:
- Missione Settimanale: solitamente una prova basata sulla forza fisica e la resistenza registrata durante la settimana.
- Notte della Talpa: una prova speciale di lunga resistenza che avviene durante l'arco di un'intera notte.
- Cerimonia speciale: una prova speciale che viene eseguita quando il bottino della Talpa si avvicina o supera il montepremi del gruppo. In caso di esito positivo parte del bottino della Talpa viene trasferito nel montepremi del gruppo.
- Prova settimanale: una prova che ha luogo in diretta durante la puntata del prime-time, solitamente la più impegnativa e più complicata da affrontare durante la settimana. Con questa prova vengono messi alla prova limiti e paure dei concorrenti.

Durante il prime-time, al termine della prova settimanale, ha luogo il meccanismo di eliminazione della Talpa. Ogni settimana infatti il pubblico da casa può esprimere il proprio parere votando chi, tra i concorrenti, pensa possa essere la Talpa: il più votato sarà il sospettato del pubblico. Assieme al sospettato del pubblico viene scelto anche il sospettato del gruppo per maggioranza di voti tra quelli espressi dai concorrenti (in caso di pareggio viene scelto il concorrente più votato dal pubblico o in alternativa vengono scelti entrambi i sospettati del gruppo). Quindi i 2 sospettati sono tenuti a rispondere a un questionario riguardante l'identità della Talpa: la persona che risponde correttamente al minor numero di domande viene eliminato e diventa vittima della Talpa (in caso di parità viene eliminato il sospettato che ha impiegato più tempo a rispondere alle domande). Nell'eventualità in cui ad essere eliminata sia proprio la Talpa, il titolo passa ad un nuovo concorrente tramite una nuova Cerimonia di Iniziazione.
Il concorrente che supera il test rimane recluso per una settimana nella capanna Maya lontano dal gruppo e in completa solitudine (fatta eccezione per le prove da affrontare).
Nella puntata finale viene quindi svelata l'identità della Talpa e proclamato il vincitore, colui che nell'ultimo test avrà indovinato chi è la Talpa e risposto correttamente alle domande del test. Il vincitore ottiene il montepremi del gruppo mentre la Talpa vince il proprio bottino solo se nell'ultimo televoto non viene sospettato dalla maggioranza del pubblico.

## Sospettati
L'età dei concorrenti si riferisce al momento dell'ingresso nel programma.
| Concorrente        | Età     | Professione                           | Luogo di nascita      | Stato                         |
| ------------------ | ------- | ------------------------------------- | --------------------- | ----------------------------- |
| Angela Melillo     | 36 anni | Ballerina, attrice                    | Roma                  | Vincitrice                    |
| Karim Capuano      | 28 anni | Attore, personaggio TV                | Barletta              | Secondo classificato          |
| Marco Predolin     | 52 anni | Conduttore TV, conduttore radiofonico | Borgo Val di Taro     | Terzo classificato - La talpa |
| Brigitte Nielsen   | 40 anni | Attrice, modella, conduttrice TV      | Rødovre               | Eliminata                     |
| Alessia Ventura    | 23 anni | Showgirl                              | Moncalieri            | Eliminata                     |
| Samantha de Grenet | 33 anni | Showgirl                              | Roma                  | Eliminata                     |
| Mikael Kenta       | 31 anni | Modello                               | Göteborg              | Eliminato                     |
| Andrea Lucchetta   | 41 anni | Pallavolista                          | Treviso               | Eliminato                     |
| Clarissa Burt      | 44 anni | Attrice, ex modella                   | Filadelfia            | Eliminata                     |
| Nadia Rinaldi      | 36 anni | Attrice                               | Roma                  | Eliminata                     |
| Davide Ricci       | 26 anni | Attore                                | La Spezia             | Eliminato                     |
| Don Backy          | 64 anni | Cantautore                            | Santa Croce sull'Arno | Eliminato                     |

## Tabella dei sospetti e dello svolgimento del programma
Legenda:

     Recluso in capanna Maya

     Sospettato del gruppo o del pubblico

     Vittima della Talpa

SP : Sospettato del pubblico

SG : Sospettato del gruppo 

| Angela              | Alessia            | Davide              | Nadia              | SP                   | Karim   | Mikael             | Brigitte | Brigitte | Marco    | VINCITRICE | 3  |  |  |
| Marco               | Samantha           | Angela              | SP                 | Samantha             | Karim   | SP                 | Alessia  | Brigitte | Angela   | LA TALPA   | 5  |  |  |
| Karim               | SP                 | Alessia             | Nadia              | Clarissa             | Marco   | Mikael             | Alessia  | Brigitte | Angela   | 2º POSTO   | 3  |  |  |
| Brigitte            | Alessia            | Davide              | Mikael             | Clarissa             | Marco   | Mikael             | Alessia  | Marco    | SP       | Vittima    | 10 |  |  |
| Alessia             | Clarissa           | Mikael              | Mikael             | Clarissa             | Karim   | Brigitte           | Brigitte | SP       | Vittima  | Vittima    | 7  |  |  |
| Samantha            | Clarissa           | Mikael              | Mikael             | Clarissa             | Mikael  | Mikael             | SP       | Vittima  | Vittima  | Vittima    | 3  |  |  |
| Mikael              | Davide             | Davide              | Nadia              | Brigitte             | Marco   | Samantha           | Vittima  | Vittima  | Vittima  | Vittima    | 13 |  |  |
| Andrea              | Brigitte           | Davide              | Nadia              | Brigitte             | SP      | Vittima            | Vittima  | Vittima  | Vittima  | Vittima    | 1  |  |  |
| Clarissa            | Andrea             | SP                  | Alessia            | Brigitte             | Vittima | Vittima            | Vittima  | Vittima  | Vittima  | Vittima    | 6  |  |  |
| Nadia               | Backy              | Mikael              | Mikael             | Vittima              | Vittima | Vittima            | Vittima  | Vittima  | Vittima  | Vittima    | 5  |  |  |
| Davide              | Backy              | Mikael              | Vittima            | Vittima              | Vittima | Vittima            | Vittima  | Vittima  | Vittima  | Vittima    | 5  |  |  |
| Backy               | Nadia              | Vittima             | Vittima            | Vittima              | Vittima | Vittima            | Vittima  | Vittima  | Vittima  | Vittima    | 2  |  |  |
|                     |                    |                     |                    |                      |         |                    |          |          |          |            |    |  |  |
| Sospettati gruppo   | Backy              | Davide              | Nadia              | Clarissa             | Karim   | Mikael             | Alessia  | Brigitte | Angela   | Nessuno    |    |  |  |
| Sospettati pubblico | Karim              | Clarissa            | Marco              | Angela               | Andrea  | Marco              | Samantha | Alessia  | Brigitte | Nessuno    |    |  |  |
| Vittime             | Backy 2 voti su 12 | Davide 4 voti su 11 | Nadia 4 voti su 10 | Clarissa 4 voti su 9 | Andrea  | Mikael 4 voti su 7 | Samantha | Alessia  | Brigitte | Karim      |    |  |  |
| Capanna Maya        | Karim              | Clarissa            | Marco              | Angela               | Karim   | Marco              | Alessia  | Brigitte | Nessuno  | Nessuno    |    |  |  |
| Ritirati            | Nessuno            | Nessuno             | Nessuno            | Nessuno              | Nessuno | Nessuno            | Nessuno  | Nessuno  | Nessuno  | Nessuno    |    |  |  |
| Espulsi             | Nessuno            | Nessuno             | Nessuno            | Nessuno              | Nessuno | Nessuno            | Nessuno  | Nessuno  | Nessuno  | Nessuno    |    |  |  |

## Tabellone delle prove
|                       | TOTALE   | Settimana 1     | Settimana 1          | Settimana 1           | Settimana 2       | Settimana 2                  | Settimana 3       | Settimana 3           | Settimana 3                         | Settimana 4            | Settimana 4         | Settimana 4            | Settimana 4        | Settimana 4                     | Settimana 5          | Settimana 5        | Settimana 5          | Settimana 5           | Settimana 6           | Settimana 6         | Settimana 6                     | Settimana 6          | Settimana 7             | Settimana 7               | Settimana 7          | Settimana 7         | Settimana 8             | Settimana 8          | Settimana 8         | Settimana 8          | Settimana 9                | Settimana 9                    | Settimana 9        | Settimana 9      | Settimana 9                   | Settimana 10      | Settimana 10 | Settimana 10 | TOTALE   |
| Prova del paracadute  | TOTALE   | Prova dei letti | Prova degli zainetti | Missione del Dio Sole | Prova dei rettili | Missione della Plaza de Toro | Prova della vasca | Tentazione ad Alessia | Convocazione gruppo per la missione | Missione del 7 e mezzo | I Notte della Talpa | Prova delle bomboniere | Tentazione a Karim | Missione del labirinto di fuoco | II Notte della Talpa | Prova delle pepite | Tentazione ad Andrea | Missione del vascello | III Notte della Talpa | Cena dell'innocente | Prova del fuoco e degli idranti | IV Notte della Talpa | Missione della sorgente | Cerimonia del peperoncino | Prova claustrofobica | V Notte della Talpa | Missione del fuoco Maya | Cerimonia dei grilli | Prova della piscina | VI Notte della Talpa | Missione dell'elettroshock | Liberazione della capanna Maya | Cerimonia del cibo | Prova delle mele | Missione del bivio d'identità | Prova delle teche | Talpa day    |              | TOTALE   |
| --------------------- | -------- | --------------- | -------------------- | --------------------- | ----------------- | ---------------------------- | ----------------- | --------------------- | ----------------------------------- | ---------------------- | ------------------- | ---------------------- | ------------------ | ------------------------------- | -------------------- | ------------------ | -------------------- | --------------------- | --------------------- | ------------------- | ------------------------------- | -------------------- | ----------------------- | ------------------------- | -------------------- | ------------------- | ----------------------- | -------------------- | ------------------- | -------------------- | -------------------------- | ------------------------------ | ------------------ | ---------------- | ----------------------------- | ----------------- | ------------ | ------------ | -------- |
| Montepremi del gruppo | 165000 € | + 15000 €       | + 5000 €             | + 0 €                 | + 0 €             | + 10000 €                    | + 10000 €         | + 10000 €             | + 0 €                               | – 5000 €               | + 5000 €            | – 5000 €               | + 20000 €          | + 0 €                           | + 0 €                | + 0 €              | + 0 €                | + 0 €                 | + 10000 €             | – 5000 €            | + 0 €                           | + 0 €                | + 0 €                   | + 0 €                     | + 10000 €            | + 5000 €            | – 5000 €                | + 10000 €            | + 10000 €           | + 0 €                | + 0 €                      | + 5000 €                       | + 10000 €          | + 10000 €        | + 20000 €                     | + 5000 €          | + 15000 €    | + 85000 €    | 165000 € |
| Bottino della Talpa   | 0 €      | + 0 €           | + 0 €                | + 5000 €              | + 10000 €         | + 0 €                        | + 10000 €         | + 0 €                 | + 0 €                               | + 5000 €               | + 0 €               | + 5000 €               | + 0 €              | + 0 €                           | + 10000 €            | + 0 €              | + 10000 €            | + 0 €                 | + 0 €                 | + 5000 €            | + 0 €                           | + 10000 €            | + 0 €                   | + 10000 €                 | – 10000 €            | + 10000 €           | + 5000 €                | – 10000 €            | – 10000 €           | + 10000 €            | + 0 €                      | + 0 €                          | + 0 €              | – 10000 €        | + 0 €                         | + 10000 €         | + 0 €        | – 85000 €    | 0 €      |

## Ascolti
| Puntata | Messa in onda    | Telespettatori | Share  |
| ------- | ---------------- | -------------- | ------ |
| 1       | 30 gennaio 2004  | 3 435 000      | 14,74% |
| 2       | 6 febbraio 2004  | 3 861 000      | 17,70% |
| 3       | 13 febbraio 2004 | 4 519 000      | 19,26% |
| 4       | 20 febbraio 2004 | 4 170 000      | 17,79% |
| 5       | 27 febbraio 2004 | 4 525 000      | 19,08% |
| 6       | 7 marzo 2004     | 3 722 000      | 13,27% |
| 7       | 12 marzo 2004    | 4 917 000      | 20,54% |
| 8       | 19 marzo 2004    | 4 904 000      | 21,68% |
| 9       | 2 aprile 2004    | 6 994 000      | 29,54% |
| Media   | Media            | 4 561 000      | 19,29% |

- Questa edizione è stata seguita da una media di 4 638 000 e il 19,59% conquistando nella puntata finale del 2 aprile 2004 6 994 000 e il 29,54%.